# Abdolkarim Soroush
Abdolkarim Soroush (persiska: عبدالكريم سروش), eller 'Abd al-Karim Surush, född 1945 i Teheran, är en iransk filosof och författare till en rad böcker om vetenskapshistoria, vetenskapsfilosofi, etik och religion. Soroush är en av de viktigaste nu levande företrädarna för en reformering av islam. Han är även en ledande auktoritet på Jalal al-din Rumis mystik. 

## Filosofi
En av huvudteserna i Soroushs filosofi är distinktionen mellan gudomlig lag och mänsklig tolkning. Han försvarar mänskliga rättigheter och vill avskaffa sharia som lagsystem. Han menar att islam måste "sekulariseras" för att det skall kunna skapas politisk demokrati i muslimska länder. Grundidén är att religion är en privatsak och därför lyfter han fram den personliga mystiska erfarenheten och sufismen som central för islam. Soroush har uppmärksammats i väst både för sina politiska ståndpunkter och för sina idéer om epistemologi och hermeneutik. 
Soroush har kallats för "islams Luther" av vissa europeiska journalister. Soroushs tänkande har varit föremål för en doktorsavhandling av religionshistorikern och iranisten Ashk Dahlén.
Soroush mottog Erasmuspriset år 2004. Soroush föreläser regelbundet i och utanför Iran. Sedan 2000 har han varit gästprofessor vid olika europeiska och amerikanska universitet. Han har varit verksam vid Leidens Universitet i Nederländerna och är numera bosatt i USA.